# Carl Friedrich von Siemens
Pour les articles homonymes, voir Siemens (homonymie).
Carl Friedrich von Siemens (5 septembre 1872 - 9 septembre 1941), industriel allemand, né à Berlin, est décédé à Heinendorf près de Potsdam. Siemens, fils de Werner von Siemens, est directeur des entreprises Siemens entre 1919 et 1941.

## Famille
Carl Friedrich Siemens est issu d'une vieille famille de Goslar : les Siemens y sont recensés dès 1384. Il est le fils de l'officier et industriel prussien Werner von Siemens (1816–1892) et d’Antonie Siemens (1840–1900). Son père Werner Siemens est anobli, avec sa descendance par le roi de Prusse, à Charlottenbourg le 5 mai 1888.
Siemens se marie en secret à Londres en 1895, et cette initiative se heurte à la désapprobation de toute sa famille. Ayant découvert les impostures de son épouse, il divorce en 1897. Le 14 juin 1898, il épouse en secondes noces à Berlin Augustine (Tutty) Bötzow (1878 † 1935), fille du propriétaire des brasseries Bötzow, qui lui donne deux enfants : Ernst (de) et Ursula (qui devient comtesse Blücher par alliance). Il divorce de nouveau le 11 novembre 1923. Le 19 novembre 1929 il épouse en troisièmes noces à Berlin-Charlottenburg Margarete (Grete) Heck (1890 † 1977), fille du grand-duc de Hesse Ludwig Heck. Margarete Heck a divorcé d'avec Wilhelm Siemens (1882–1945), à Dresde.

## Biographie

### L'entrepreneur
Carl-Friedrich von Siemens est embauché par la Sté Siemens & Halske en 1899 et dirige la division « Courants forts » de Siemens Brothers & Co., à Londres, de 1901 à 1908. En 1912 il est nommé président du Directoire de Siemens-Schuckertwerke, et en 1919 devient, comme son demi-frère Georg Wilhelm von Siemens (de) (1855–1919) président du conseil de surveillance de Siemens & Halske AG et de Siemens-Schuckertwerke, poste suprême au sein du groupe industriel. 

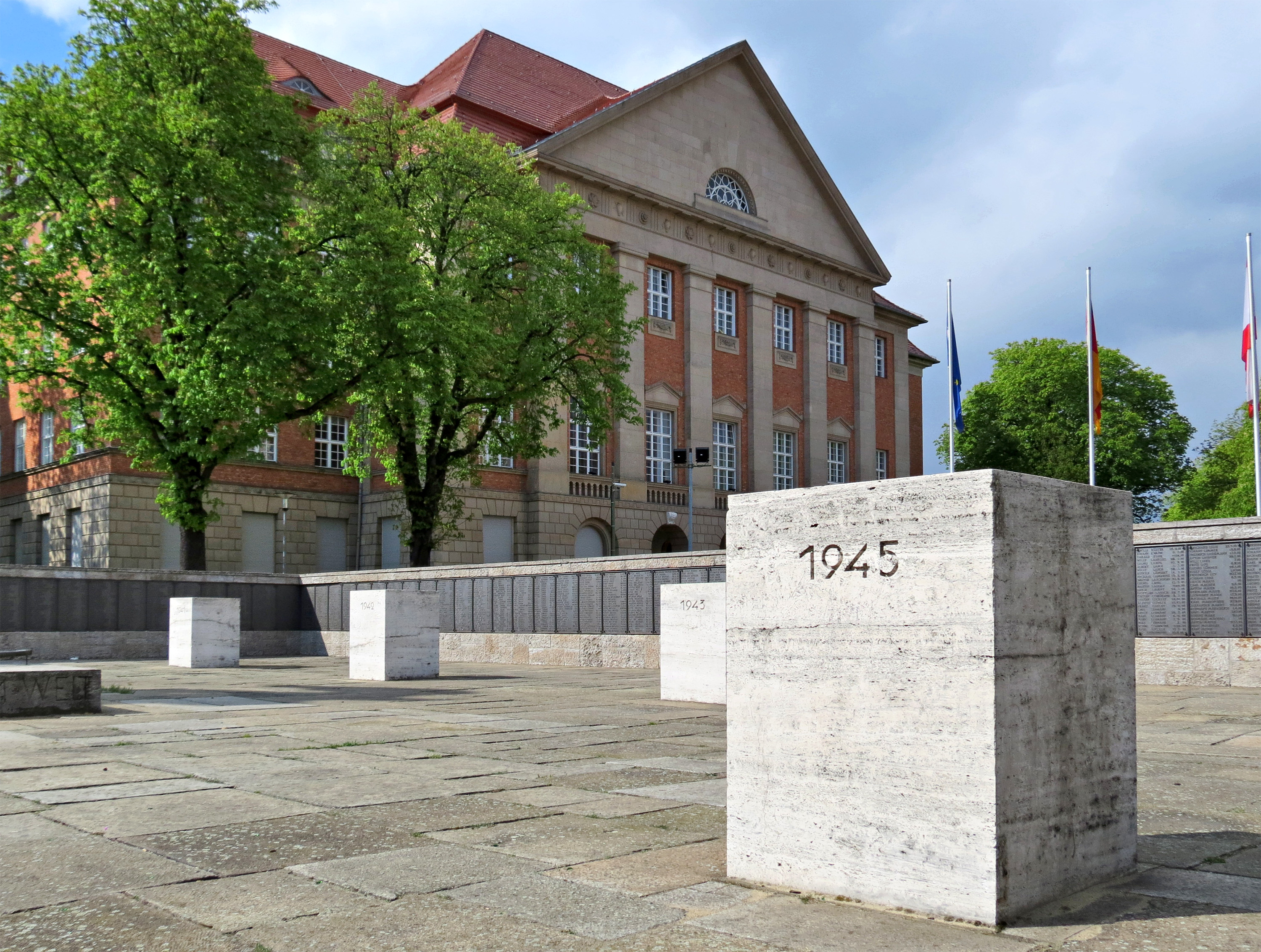
Siège social de Siemens dans le quartier de Berlin-Siemensstadt, dans Nonnendammallee.

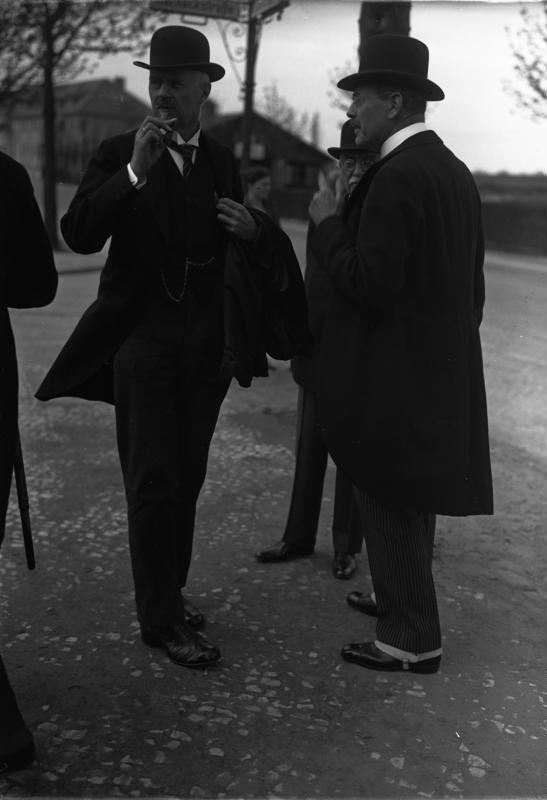
C.-Fr. von Siemens (à droite) et le président de la Chambre des Comptes du Reich, Friedrich Saemisch, en 1928.

Malgré la dépression qui suit l’armistice Première Guerre mondiale, Siemens s’impose de nouveau dès le milieu des années 1920 comme l’un des cinq plus grands groupes du secteur Électrique au monde. Alors le groupe est réorganisé en filiales, chacune spécialisée dans un type d'appareil : il y a ainsi Osram G.m.b.H. KG (1920), Siemens-Bauunion (1921), Siemens-Reiniger-Veifa Gesellschaft für medizinische Technik mbH (1925, devenue Siemens-Reiniger-Werke AG, ou SRW, en 1932) et, après le rachat de l’entreprise de signalisation ferroviaire Eisenbahnsignal-Bauanstalt Max Jüdel (de) & Co de Brunswick, Vereinigte Eisenbahn-Signalwerke GmbH (1929). Siemens & Halske, importateur exclusif des appareils téléphoniques d’ITT, de General Electric, d’AT&T et d’Ericsson (avec lesquels elle forme un cartel) en Europe et même en Amérique Latine, joue un rôle de premier plan dans la modernisation du réseau téléphonique allemand au cours des années 1920. La firme contrôle le marché allemand par contrat avec la Reichspost. Carl Friedrich von Siemens fait agrandir en 1922 par Friedrich Blume et Hans Hertlein (de) le siège social du groupe, construit en 1910–1913 par Karl Janisch (de) dans la Nonnendammallee de Berlin, au cœur du quartier de Siemensstadt aménagé par ses frères. 
La Grande Dépression de 1929 occasionne d'importantes pertes financières pour le groupe et la famille Siemens, mais la prise de pouvoir de Hitler en 1933 s'accompagne bientôt du réarmement de la Wehrmacht, de la Luftwaffe et de la Kriegsmarine et donc d'une forte reprise de l'activité industrielle. En 1939, Siemens devient, avec quelque 187 000 employés, le plus grand groupe industriel du secteur de l’Électricité au monde. La croissance est d'ailleurs tirée aussi par le développement de nouveaux marchés, comme ceux du génie biomédical, de la radio, des radiateurs électriques et de l’électro-ménager ou même du microscope électronique. Dès 1936, la firme possède 16 usines en Europe (notamment à Vienne, à Budapest, à Milan et à Barcelone) ; elle a noué des  partenariats à Tokyo et Buenos Aires. Elle s'est aussi investie dans d'importants projets internationaux au cours de l’Entre-deux-guerres.
Le déclenchement de la Seconde Guerre mondiale en 1939 et les commandes de l'armée sollicitent au maximum les capacités de production du groupe Siemens. Tout au long du conflit, il faut multiplier les usines non seulement à travers le Reich allemand, mais même dans tous les territoires occupés, et Siemens est l'un des principaux bénéficiaires de la main d’œuvre déportée. 
À la mort de Carl-Friedrich en 1941, la présidence du groupe Siemens est assurée par son neveu Hermann von Siemens (de) (1885–1986), puis en 1956 par son fils unique, Ernst von Siemens (de).

### Autres activités

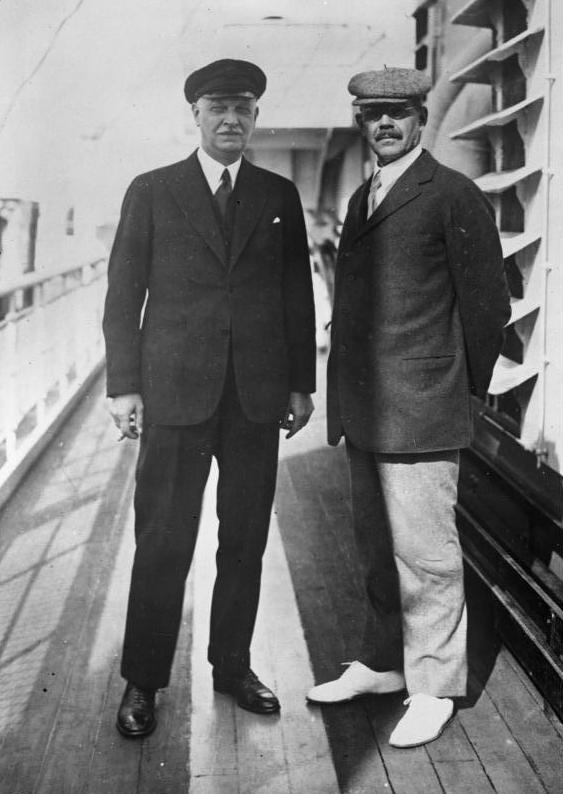
Carl-Friedrich von Siemens (à droite) en compagnie du chancelier en titre Wilhelm Cuno, président de la compagnie HAPAG, lors de leur départ pour l’Amérique en 1931.

En 1921, Siemen reçoit le titre honorifique de Docteur-Ingénieur de l’Université technique de Munich, puis en 1927 celui de docteur honoris causa rerum naturalium de l’Université de Halle. En 1923 il est élu président du Conseil provisoire de l’Économie du Reich, l'année suivante président du conseil d'administration de la Deutsche Reichsbahn et il dirige en 1927 la délégation allemande à la Conférence Économique de Genève.
Fondateur en 1919 d'un Conseil pour le Redressement de l'économie allemande (Kuratorium für den Wiederaufbau des deutschen Wirtschaftslebens), il est de 1920 à 1924 député du Deutsche Demokratische Partei au Reichstags. En 1929, il adhère à la Société des Amis. Zur Élections législatives allemandes de 1919.
En 1926, il devient sénateur à vie de la Société Kaiser-Wilhelm, et est élu membre de l'académie Leopoldina. À l'avènement du Troisième Reich, il devient membre de l'Akademie für Deutsches Recht d'obédience nazie.

## Liens connexes
- Ernst von Siemens Kunststiftung